# David Brown
David Brown, ameriški bas kitarist, glasbenik in skladatelj, * 15. februar 1947, New York, New York, ZDA, † 4. september 2000.
David Brown je bil originalni bas kitarist zasedbe Santana, kjer je igral od leta 1967 do 1971 in nato še od leta 1974 do 1976.

## Kariera
Brown se je rodil 15. februarja 1947 v New Yorku, odraščal pa je v Daly Cityju, v Kaliforniji.
S Santano je Brown leta 1969 igral na festivalu Woodstock in z njo posnel prve tri studijske albume: Santana, Abraxas in Santana III. Skupino je zapustil po nastopu na koncertu "Closing of the Fillmore West", 4. julija 1971. V skupino se je vrnil za album Borboletta in je ostal v skupini do albuma Amigos. Spomladi 1976 je dokončno zapustil skupino.
Konec 60. in začetek 70. let je Brown pogosto igral na Fillmore West Tuesday jam session-ih, kjer je pogosto osebno izbiral glasbenike. Če je potreboval glasbenika za določeni instrument, je Brown odšel med publiko in je prvo osebo, ki je igrala ta instrument, povabil na oder.
Leta 1998 je bil Brown skupaj s skupino Santana vključen v Dvorano slavnih Rock and rolla.
Umrl je 4. septembra 2000 zaradi odpovedi jeter in ledvic.

## Diskografija
Santana
- Santana (1969)
- Abraxas (1970)
- Santana III (1971)
- Borboletta (1974)
- Amigos (1976)